# Gageodo
Gageodo är en ö i Sydkorea.   Den ligger i provinsen Södra Jeolla, i den sydvästra delen av landet, 400 km söder om huvudstaden Seoul. Arean är 11,2 kvadratkilometer.
Terrängen på Gageodo är lite kuperad. Öns högsta punkt är 552 meter över havet. Den sträcker sig 5,5 kilometer i nord-sydlig riktning, och 5,4 kilometer i öst-västlig riktning.